# Port artificiel d'Utah Beach

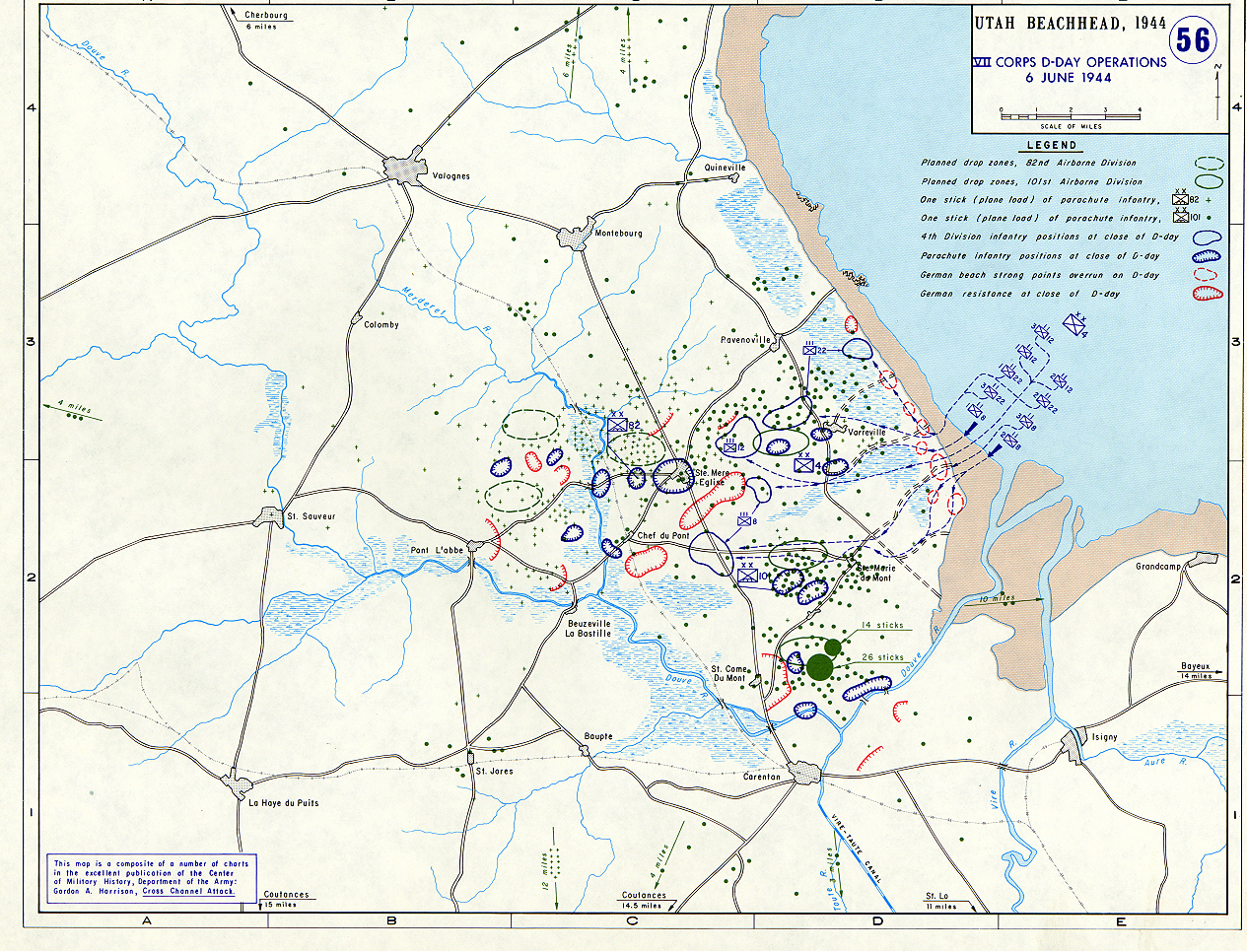
Carte d'Utah Beach

Le port artificiel Gooseberry de Utah Beach (Gooseberries au pluriel, groseille en anglais) est un ensemble de brise lames placés le long de la côte normande, pendant la Seconde Guerre mondiale suivant le débarquement de Normandie le 6 juin 1944 dans le cadre de l’opération Gooseberry, partie importante de l’opération Overlord.

## Contexte
Les Gooseberries ont pour but de rendre plus facile le débarquement des hommes et du ravitaillement sur les cinq plages du débarquement. 
Depuis l’échec du raid sur Dieppe le 19 août 1942, les alliés savent que la prise d’un port de front est impossible. L’approvisionnement des alliés après le débarquement est impératif pour pouvoir avancer rapidement en Normandie.

## Mise en place
Au lendemain du jour J, les alliés commencent la mise en place des ports artificiels Gooseberries, et construisent un port artificiel sur les plages d' Utah, d'Omaha, de Gold, Juno et Sword en attendant de prendre et de remettre en état le port de Cherbourg. Les ports artificiels Gooseberries font aussi partie des deux ports artificiels Mulberrys A et B construits à Omaha Beach et à Arromanches. Sur les cinq plages de débarquement dès le lendemain du 6 juin, des ports Gooseberries sont installés grâce à 57 navires de commerce déclassés (25 navires américains, 24 navires britanniques, 3 navires grecs, 1 navire hollandais, 1 navire belge, 1 navire polonais et 2 navires français) c'est ce qu’on appelle les blockships, rassemblés pour former une digue contre les courants marins.   
| * Gooseberry 1 (Utah Beach)  |
| * Gooseberry 2 (Omaha Beach) |
| * Gooseberry 3 (Gold Beach)  |
| * Gooseberry 4 (Juno Beach)  |
| * Gooseberry 5 (Sword Beach) |

Lors de la tempête dévastatrice du 19 au 22 juin 1944, ces ports se retrouvent endommagés ce qui reportera les efforts sur celui d'Utah Beach.
Durant cinq mois du 7 juin au 1er novembre 1944, ce port d'Utah Beach permet d’acheminer les troupes, les engins, le ravitaillement et les munitions des soldats engagés dans la bataille de Normandie. Au total, 836 000 hommes dont la 3e Armée du Général Patton et la 2e Division Blindée française du Général Leclerc, 725 000 tonnes de matériels et 222 000 véhicules seront débarqués sur le port artificiel d'Utah Beach, le Gooseberry 1.
Au plus fort de son activité, la zone de débarquement d'Utah Beach s’étire sur près de 4 kilomètres de côtes.

### Le port artificiel d'Utah Beach
Neuf navires déclassés, coulés à 900 mètres au large, les blockships, forment la digue artificielle du Gooseberry. Cet ensemble sera renforcé par deux autres bateaux après la tempête du 19 juin 1944, pour former une digue anti-houle où viennent se mettre à l’abri les navires et barges de faible tonnage venant d’Angleterre chargés de ravitaillement. 
Les hommes des Beach Battalions du Génie mettent aussi en place trois quais flottants de 500 mètres de longueur, faits de pontons en acier reliés les uns aux autres. 
Des dizaines de Rhinoferries, pontons mobiles propulsés à l’aide de puissants moteurs hors-bords et des centaines de véhicules amphibies sont acheminés sur zone pour délester les cargos au mouillage à un ou deux kilomètres au large.
Une fois allégés, les navires à fond plats viennent s’échouer sur la plage ou accoster aux pontons pour vider le reste de leur cargaison, immédiatement transportée par d’interminables files de camions vers les zones de stockage, à quatre kilomètres de la plage. 
Un chemin de fer sommaire est également installé depuis la plage jusqu’à la zone de déchargement située derrière les dunes, pour renforcer les cadences de déchargement des navires.  
Plusieurs navires furent coulés pour l'élaboration du port artificiel d'Utah Beach : 
8 juin
- Liberty Ship SS Benjamin Contee
- Cargo à coque en béton armé USS Vitrivius 1943
- Cargo à coque en béton armé SS David O. Saylor 1943
- Cargo SS Victory Sword 1906

9 juin
- Cargo SS West Nohno 1918
- Liberty Ship SS George S. Wasson 1943
- Liberty Ship SS Matt W. Ransom 1943
- Cargo MS West Cheswald 1919
- Cargo MS West Honaker 1920

23 et 26 juin
- Cargo SS Willis A. Slater 1944
- Cargo SS Sahale

Le Gooseberry d'Utah permet entre autres le débarquement des renforts humains, matériels, des vivres et des munitions, le rapatriement des blessés au Royaume-Uni et l'envoi des prisonniers de guerre allemands au Royaume-Uni

## Vestige
Les vestiges d’un blockship sont encore visibles sur la plage d’Utah Beach à marée basse. Les autres ont été démontés et emmenés par des ferrailleurs après la guerre.